# Tetreres perryi
Tetreres perryi är en ringmaskart som beskrevs av Kirtley 1994. Tetreres perryi ingår i släktet Tetreres och familjen Sabellariidae. Inga underarter finns listade i Catalogue of Life.